# سفیدبرفی و همراهان
سفیدبرفی و همراهان (ایتالیایی: Biancaneve & Co.) که با نامِ سفیدبرفی و فرزانگان هفتگانه (انگلیسی: Snow White and 7 Wise Men) هم شناخته می‌شود، یک فیلم کمدی سکسی سبک ایتالیایی به کارگردانی ماریو بیانکی است که در سال ۱۹۸۲ منتشر شد.

## گزیدهٔ بازیگران
- میکلا میتی
- فرانکو براکاردی
- آلدو سامبرل
- جانفرانکو دانجلو
- اورسته لیونلو
- انتسو گارینی
- آلدو رالی
- تیبریو مورجا
- مارتوفلو
- سِـرِنا بناتو